# Ching Shih
Ching Shih (1775–1844) (kinesiska: 鄭氏?, pinyin: Zhèng Shì; 'Madam Ching'), även känd som Cheng I Sao (kinesiska: 鄭一嫂?, pinyin: Zhèng Yī Sǎo), var en sjörövare verksam under Qingepoken i Kina i början av 1800-talet. När hon var som mäktigast styrde hon över 1800 skepp bemannade av 60 000-80 000 pirater med vilka hon utmanade dåtidens största imperier, såsom det brittiska, portugisiska och Qingdynastin. Baserat på sitt stora inflytande och många bedrifter anses hon vara en av historiens mest framgångsrika pirater.

## Biografi

### Uppväxt och giftermål
Hon föddes som Shih Yang 1775 i Guangdongprovinsen. Mycket av hennes uppväxt och tidiga liv är okänt men sjörövarkarriären ska ha tagit vid efter att ha lämnat livet som prostituerad för att gifta sig med den ökände piraten Cheng I. Omständigheterna och motivationen bakom detta giftermål varierar men ska mest troligt ha varit ett affärsmässigt drag då ett kontrakt som delade kontroll och tillgångar jämnt mellan det nygifta paret skrevs. Bröllopet gav upphov till ett nytt namn, vilket nu blev Cheng I Sao (鄭一嫂; 'Fru till Cheng I')  och två söner. Paret hade innan det adopterat styvsonen Cheung Po som var anställd i Cheng I:s flotta sedan han tvingats in i sjöröveri vid 15 års ålder vilket gjorde honom förste arvtagare för flottan adoptivföräldrarna tillsammans styrde. Cheng I kunde använda sin militära makt och förmåga att kunna binda samma före detta rivaliserande Kantonesiska piratflottor i allians. Denna koalition ska ha bestått av 70 000 man utspridda på 400 båtar, efter färg uppdelade i de sex separata flottorna: blå, röd, grön, svart, vit och gul som samlades under namnet Röda flaggflottan.

### Vägen till ledarskap
Efter Cheng I:s död 1807  tog Ching Shih över ledarpositionen i Röda flaggflottan vilket gjorde henne till den största maktfatorn i Sydkinesiska havet. Flottan gjorde räder mot kinesiska kust- och flodstäder vilket bidrog till att flottans makt kunde växa sig fortsatt stark. Ching och hennes besättning lyckades fly alla försök till kuvande av Qingregeringen vilket till slut ledde till att hennes besättningsmän erbjöds amnesti och positioner i den kejserliga flottan för att få ett slut på det omfattande sjöröveriet. För att cementera partnerskapet och därmed fortsatt kontroll över flottan inledde Ching en intim romans med adoptivsonen Cheung Po, då han stått närmast Cheng I vilket gav förtroende bland de lägre leden av pirater.

### Senare liv och död
Efter benådan från den sittande regeringen förhandlade Ching till sig runt 120 skepp för användning i salthandel. Hon arrangerade även anställningar inom den kinesiska byråkratin för flera av flottans högre uppsatta pirater.
Ching bad också regeringen att officiellt erkänna henne som fru till Cheung Po. Trots de dåvarande restriktionerna rörande omgifte för änkefruar beviljades förfrågan och de fick senare en son och dotter tillsammans. Efter att Cheung Po 1822 omkommit till havs flyttade familjen till Macao där Ching öppnade ett kasino och etablerade sig inom salthandeln. 
Ching Shih dog i säng omgärdad av sin familj i Macau 1844.

## Lagar
Under Ching och Cheung Po:s ledning utfärdades lagar för att ena och styra Röda flaggflottan. Dessa ska ha varit mycket strikta och verkställdes ofta.
1. Den som gav sina egna order (order som inte kom från Ching) eller inte löd de från en överordnad halshöggs på plats.
2. Ingen skulle stjäla från de allmänna tillgångarna eller från bybor som varit piraterna behjälpliga.
3. Allt gods som togs som byte skulle presenteras framför en gruppinspektion. Bytet registrerades och fördelades sedan av flottledaren. Personen som först beslagtog bytet erhöll 20% och resten lades till de allmänna tillgångarna.
4. Faktiska pengar i form av sedlar och mynt gavs till ledaren för eskadern, som i sin tur gav lite av pengarna tillbaka till beslagtagaren så att resten kunde finansiera inköp till mindre lyckosamma skepp.

Det fanns speciella regler för tillfångatagna kvinnor. Det var vanligt att de vackraste kvinnorna tvingades bli fruar eller konkubiner åt piraterna. De kvinnor som ansågs mindre attraktiva släpptes fria och resten hölls mot lösen. Det var enligt koden lag på att en man som tog en kvinna skulle vara henne trogen. Pirater som våldtog kvinnor avrättades och vid påkommet samtyckessex mellan en pirat och en tillfångatagen kvinna höggs huvudet av piraten medan kvinnan kastades överbord med kanonkulor fastbundna kring benen.

## I populärkulturen
Ett flertal böcker, noveller, filmer och TV-spel är baserade på den sanna historien om Ching Shih.
- I filmen Pirates of the Caribbean: Vid världens ände från 2007 är karaktären Mistress Ching, spelad av Takayo Fischer, inspirerad av Ching Shih.[7]

- I tv-serien Our Flag Means Deaths säsong 2, medverkar karaktären ”Zheng Yi Sao” spelad av Rubio Qian. [8]